# Artur Coman
Artur Coman (n. 15 aprilie 1881, Borșa - d. 6 august 1972, Sighetul Marmației) a fost un botanist și silvicultor român, bun cunoscător al florei Maramureșului.

## Biografie
Artur Coman s-a născut în localitatea maramureșeană Borșa, în fosta monarhie austro-ungară. Clasele primare le face în satul Botiza, unde tatăl său era preot greco-catolic, și apoi la Sighetul Marmației, cu sprijinul Asociațiunii pentru Cultura Poporului Român din Maramureș. Din 1892 Artur Coman urmează cursurile unui liceu german în localitatea Iglo din Cehoslovacia, după care, în 1900, la obținerea diplomei de bacalaureat se înscrie la Institutul Superior de Silvicultură și Mine din Schelmetz, primind diploma de inginer silvic și topograf în 1904. Urmează o perioadă de câțiva ani în care practică această meserie și învață foarte multe lucruri despre plantele lemnoase și ierboase, motiv pentru care este invitat ca asistent la Catedra de Geo-Botanică a institutului absolvit. Este angajat ca șef al Ocolului silvic Vișeu, Maramureș, unde a cercetat flora și fauna munților. Ajunge și la Sighet, unde amenajează  un muzeu de științe ale naturii. A realizat un ierbar reprezentativ, care în 1968 a fost achiziționat de Muzeul Maramureșului, având peste 16.500 de coli, prezentând peste 1.500 de specii din flora spontană și cea cultivată.
Între 1915 și 1918, Artur Coman participă la război ca inginer militar pe frontul din Italia.